# 卡樂B

卡樂B

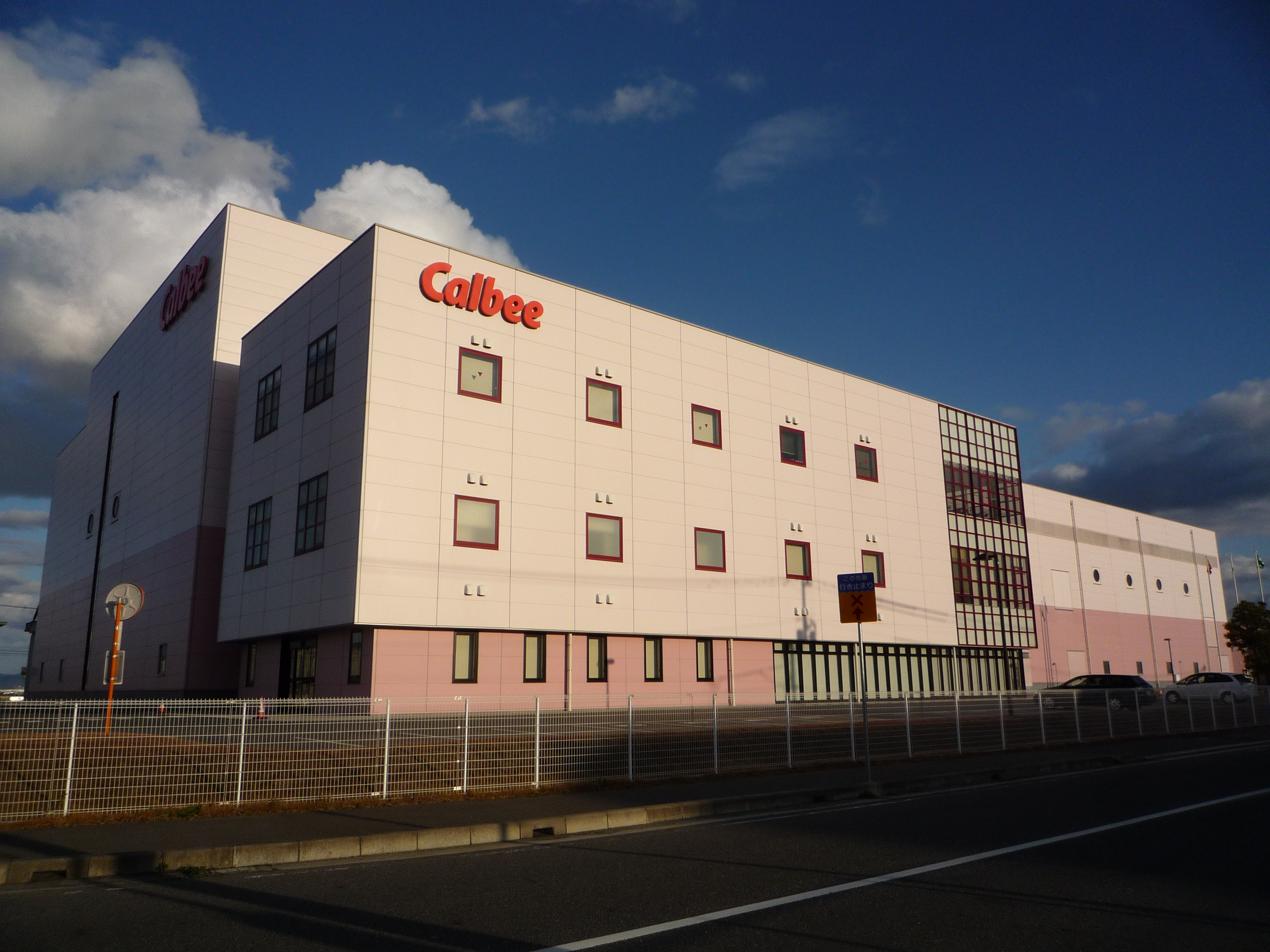
卡樂B位於日本廣島縣廿日市市的一座工場

卡樂B（日語：カルビー株式會社；東證1部：2229）是日本一家以零食為主力的食品生產商，於1949年在廣島市宇品以松尾糧食工業株式會社的名稱成立，1955年改為現名。

## 歷史
卡樂B名稱是由鈣質與維他命B1的的日文片假名字母合併而成。
1964年起，卡樂B推出以瀨戶內海小蝦所製成的卡樂B蝦條，受到市場歡迎，令卡樂B的名字開始著名。
1973年，卡樂B把總社由廣島遷移至東京。現在本社位於東京都千代田區。亦有贊助J League球隊廣島三箭。
1976年，卡樂B與香港四洲集團合作，引入卡樂B蝦條、薯片及各款小食。1994年成立卡樂B四洲有限公司，設廠於西貢，2000年遷往將軍澳工業邨至今。
2011年3月11日，卡樂B株式會社正式於東京證券交易所股票上市。
2012年6月，卡樂比與台灣味全合資設立台北卡樂比食品股份有限公司，卡樂比持股51%、味全持股49%，並在味全斗六廠生產產品；但於2016年4月結束合作並解散台北卡樂比食品。卡樂比於2016年8月獨資設立台灣卡樂比股份有限公司。
2012年8月，卡樂比、伊藤忠商事、康師傅方便食品投資（中國）有限公司合資成立卡樂（杭州）食品有限公司。2015年11月4日，康師傅控股有限公司公告，由於經營理念、見解不同，康師傅決定收購卡樂比與伊藤忠商事持有的卡樂（杭州）食品有限公司所有股權，並承接現有業務繼續經營。

## 產品
卡乐B虾条是卡樂B推出的一款零食，生产地址位于廿日市市。这款零食的成分有小麦粉、植物油、淀粉、虾、糖、盐、发粉、氨基酸和甜味剂，有咖喱或辣味等口味可选择。

### 產品回收事件
2012年11月20日，卡樂B於日本官方網站上發表聲明指出懷疑有玻璃碎片混入薯片中，決定回收有關批貨 (5,345,000包) 及向消費者道歉。公司表示，於此前接收到兩宗消費者投訴，表達於進食卡樂B薯片時被薯片割傷了嘴部，公司後來調查發現日本湖南工場的照明設備的保護蓋部分破損，因而懷疑可能有玻璃碎混入產品內，最終作出了是此決定。

## 外部連結
- カルビー株式会社 公式サイト 音量注意
- 卡樂B的Facebook專頁
- Calbee(カルビー)公式的X（前Twitter）
- 卡樂B的Instagram帳戶
- YouTube上的卡樂B頻道